# Catia Sonetti
Catia Sonetti (Piombino, 1954) è una storica italiana.

## Biografia
Catia Sonetti è una scrittrice, storica, insegnante nel Liceo Scientifico Enriques di Livorno fino al 2017, dottoressa di ricerca in Storia del movimento sindacale nell'Università di Teramo e direttrice dell'Istituto Storico della Resistenza e della Società Contemporanea di Livorno.
Studiosa di storia orale, i suoi lavori si occupano principalmente del movimento operaio, delle tematiche della memoria e di alcune riflessioni sulla sua città, Livorno. Fra i suoi lavori, Dentro la mutazione. La complessità nelle storie del sindacato in provincia di Pisa (Torino, Einaudi, 2006); Giovani a Piombino negli anni della rivolta, in Movimenti cattolici e sociali a Piombino e Follonica nel dopo Concilio Vaticano II (Firenze, Libreria Editrice Fiorentina, 2006); Condizione operaia e Resistenza. Il caso Toscana (Roma, Ediesse, 2007), Una morte irriverente. La Società di Cremazione e l'anticlericalismo a Livorno.
| Controllo di autorità | VIAF (EN) 59415151 · ISNI (EN) 0000 0000 4440 2192 · SBN LIAV277293 · LCCN (EN) no2006039585 · BNF (FR) cb157209019 (data) |